# Lega Repubblicana
La Lega Repubblicana (Liga Repúblicana) fu un partito fascista argentino fondato dal poeta Leopoldo Lugones nel 1929.

## Storia
Il Liga Repúblicana venne fondata all'Università di Córdoba dove Lugones, prendendo spunto da La nueva República di Julio Irazusta e da La fronda di Roberto de Laferrère, dette alla luce il nuovo partito.
Il capo fu Luis F. Gallardo, il quale decise che il partito avrebbe dovuto essere un partito gaucho e rivoluzionario, contro il governo di Hipólito Yrigoyen ed il colpo di Stato da lui realizzato nel 1930. La Liga Repúblicana, composta sia da bianchi che da creoli (etnocacerismo), aveva l'obbiettivo di rimpiazzare il capitalismo semitico con un socialismo nazionale e corporativo.
Suo referente in Spagna presso la Falange spagnola fu Marcelino Menéndez y Pelayo.
Durante la seconda guerra mondiale sostenne l'alleanza con l'Asse, per cui scrisse un accorato manifesto diretto al senatore Benjamín Villafañe. Quando gli esiti della guerra furono certi, il partito fu bandito dalle autorità ed i firmatari del manifesto arrestati: Roberto de Laferrére, presidente, José Luis Ocampo y Emilio de Alzaga, segretario, Federico Ibarguren, Nicolás B. Lastra, Juan Pablo Oliver, Carlos Ibarguren, Ricardo Conord, Hernán Seeber, Belisario Hueyo, Miguel A. Bosch, Ricardo Font Ezcurra, Juan Carlos Chevallier, Horacio Stegmann, Alberto Lavalle Cobo.